# Vuit mil
|  | Per a altres significats, vegeu «Vuit mil (desambiguació)». |

El vuit mil o huit mil és un nombre natural que s'escriu 8000 en el sistema de numeració àrab i VMMM en el romà. En el sistema binari és 1111101000000, en l'octal és 17500 i en l'hexadecimal és 1F40. La seva factorització en nombres primers és 2⁶ × 53.
Ocurrències del nombre vuit mil:
- Designa l'any 8000 o el 8000 aC